# Fusō (1878)
El Fusō (扶桑?) fue un buque blindado o ironclad que sirvió en la Armada Imperial Japonesa y participó en la primera guerra sino-japonesa.

## Historial operativo

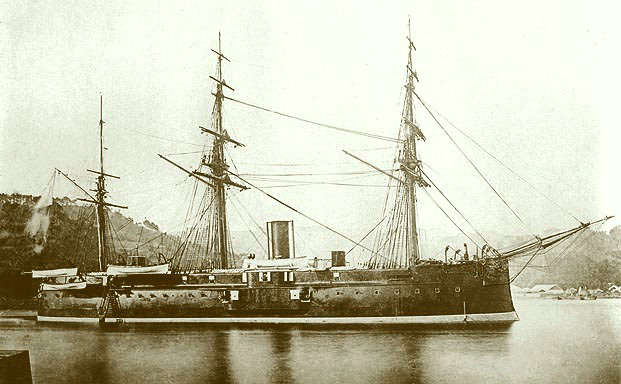
Imagen del Fusō tomada entre 1878 y 1891.

Construido en los astilleros ingleses Samuda Brothers, el diseño de sir Edward Reed era una versión reducida del ironclad británico HMS Iron Duke de 1871. Si bien era el segundo buque blindado japonés tras el período de aislamiento o sakoku, era el primero en ser construido bajo petición japonesa, ya que el Kōtetsu navegó bajo cuatro banderas antes de ser adquirido por Japón.
Justo antes del conflicto entre China y Japón experimentó una remodelación y modificación en el armamento. Resultó dañado en la Batalla del río Yalu. El 29 de octubre de 1897, y tras colisionar con el crucero Matsushima, encalló y se hundió en unos bajíos. Fue reflotado un año después, y las reparaciones y puesta al día en Kure llevaron hasta el año 1899. Ya anticuado, fue relegado a tareas de patrulla costera, para ser finalmente retirado del servicio en 1908, y desguazado dos años después.